# Aufrollen
Mit Aufrollen meint man in der Elementartaktik einen Angriff, der sich gegen eine Flanke des Gegners richtet und von dort aus fortschreitend eine Abteilung nach der anderen zu schlagen versucht. 
Auf diese Weise wird eine geschlagene Abteilung auf die nächste gedrängt, die damit in die Niederlage einbezogen wird. Diese militärische Taktik ist umso erfolgversprechender, je weniger der angegriffene Bereich in die Tiefe aufgestellt ist, so dass die bedrängten Abteilungen ausweichen können.

## Andere Bedeutungen
In oben genannten Sinne wird der Begriff auch umgangssprachlich im Fußball gebraucht. 
Im übertragenen Sinne ist mit dem Begriff gemeint: etwas (Vergangenes neu) aufdecken, die Hintergründe eines Falles klären.